# 문화 충격

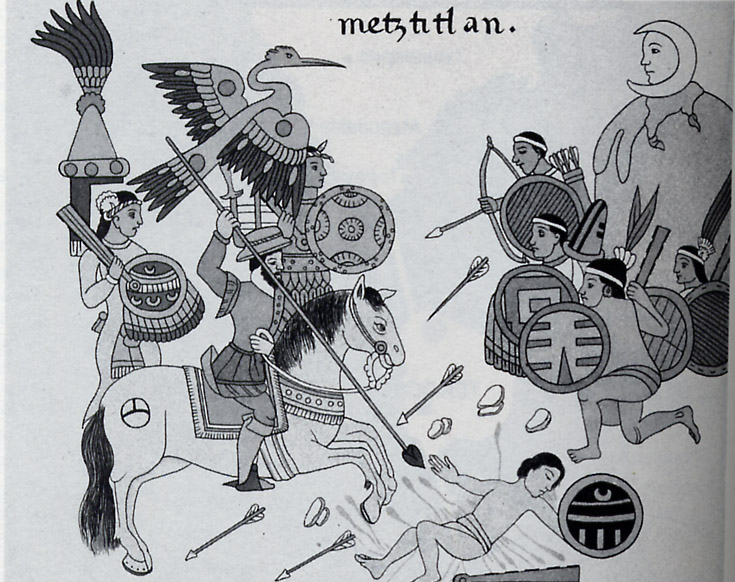
강철과 말을 가진 정복자들과의 조우는 아즈텍인들에게 충격을 주었고, 그들은 유럽인을 동쪽에서 온 예언자로 혼동했다.

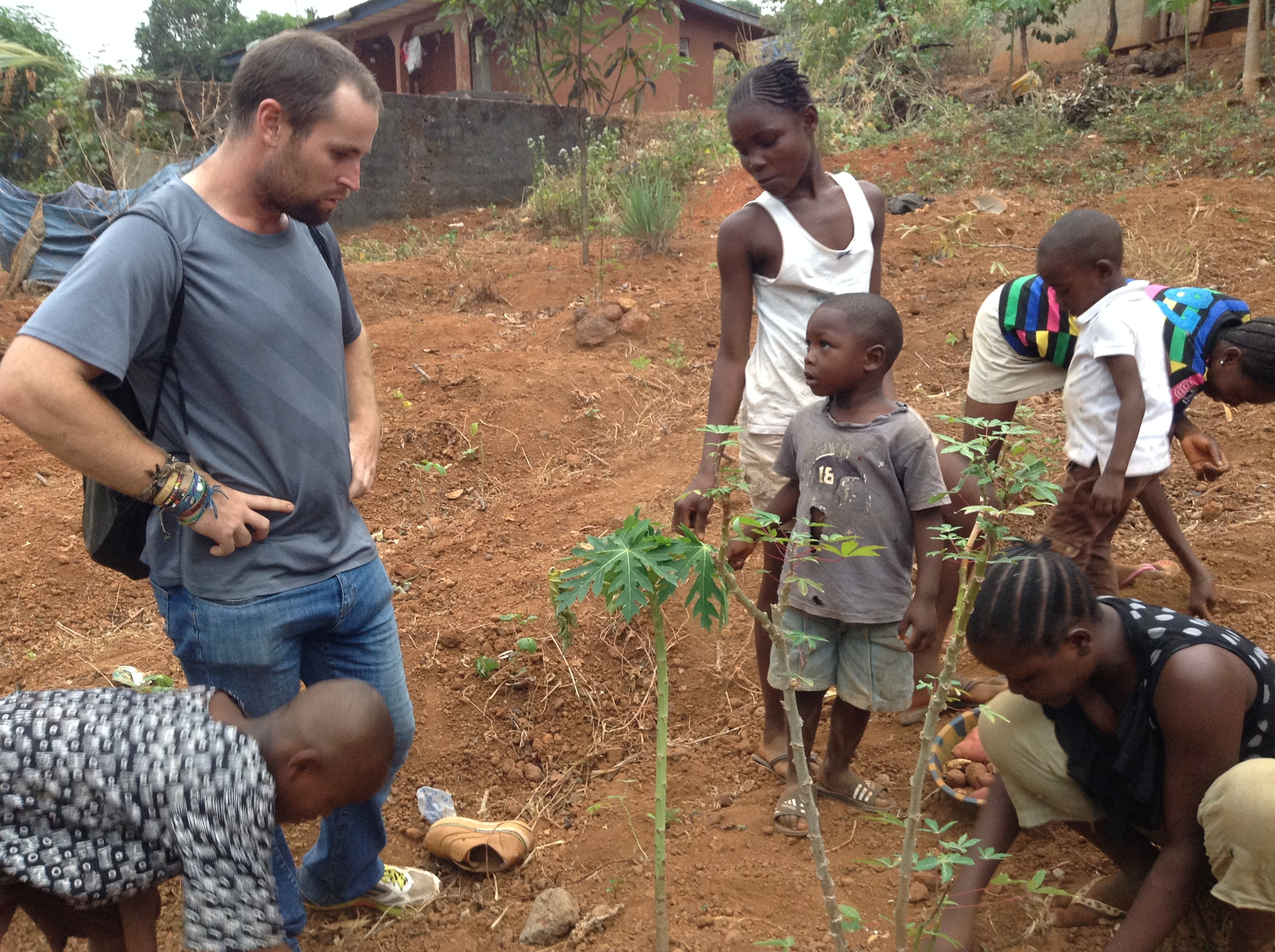
호주에서 온 여행자가 시에라리온의 작은 농장을 방문하고 있다.

문화 충격은 개인이 자신의 문화와 다른 환경으로 이동할 때 경험할 수 있는 현상이다. 이는 이민이나 새로운 국가 방문, 사회 환경의 변화, 또는 단순히 다른 삶의 방식으로의 전환 등 낯선 생활 방식을 경험할 때 느끼는 개인적 혼란이기도 하다. 문화 충격의 가장 일반적인 원인 중 하나는 외국 환경에 놓인 개인에게서 발생한다. 문화 충격은 최소 네 가지 뚜렷한 단계(허니문, 협상, 적응, 동화)로 이루어진다고 할 수 있다.
일반적인 문제로는 정보 과부하, 언어 장벽, 세대 차이, 기술 격차, 기술 상호의존성, 공식 의존성, 향수병(문화적), 지루함(직업 의존성), 민족성, 인종, 피부색, 반응 능력(문화적 기술 세트) 등이 있다. 문화 충격을 완전히 예방하는 방법은 없으며, 사회의 모든 개인은 문화적 차이에 따라 각기 다르게 영향을 받는다.
문화 충격은 유학 프로그램에 참여하는 학생들에게 자주 나타난다. 유학 경험에 관한 연구에 따르면, 현지에서의 지원이 학생들이 문화 충격의 도전과 단계를 극복하는 데 도움이 될 수 있다. Young 등은 "문화 충격으로 인한 고통은 장기적인 영향을 미치므로, 유학 전 준비와 프로그램 이후 지원을 포함한 포괄적 프로그램을 제공하는 대학은 문화 충격이 야기하는 문제를 완화하고, 세계적 성장과 귀국 후의 전환을 돕는다"고 밝혔다.

## 오베르그의 4단계 모델

문화 적응 모델에 따르면, 사람들은 (1) 허니문 기간을 거치고, (2) 전환기(즉, 문화 충격)를 경험한다. 시간이 지나면 (3) 적응하게 되며(점선은 일부 사람들이 새로운 문화에 적응하지 못함을 나타냄), 경우에 따라 (4) 자신의 문화로 돌아가 재적응하기도 한다.

칼레르보 오베르그는 1954년 리우데자네이루 여성클럽에서 문화 적응 모델을 처음 제안했다.

### 허니문
이 시기에는 기존 문화와 새로운 문화의 차이점이 낭만적으로 보인다. 예를 들어, 새로운 나라로 이주한 사람은 새로운 음식, 삶의 속도, 현지인의 습관 등을 사랑하게 된다. 대부분의 사람들은 처음 몇 주 동안 새로운 문화에 매료된다. 이 시기에는 같은 언어를 쓰는 현지인들과 교류하며, 그들은 외국인에게 친절하다. 대부분의 허니문 기간처럼 이 단계도 결국 끝난다.

### 협상
일정 시간이 지나면(보통 3개월 정도), 기존 문화와 새로운 문화의 차이점이 뚜렷하게 드러나며 불안이 생길 수 있다. 흥분은 불쾌한 좌절감과 분노로 바뀔 수 있으며, 이는 자신의 문화적 태도와 다른 낯선 사건들을 경험하면서 더욱 심해진다. 언어 장벽, 공공 위생, 교통 안전, 음식 접근성 및 질의 차이 등은 주변 환경과의 단절감을 심화시킨다.
새로운 환경으로의 이동은 의사소통 능력에 특별한 부담을 준다. 실질적인 어려움으로는 서카디안 리듬의 붕괴로 인한 불면증과 주간 졸림, 음식과 물의 장내 미생물 적응, 약품명 차이 등으로 인한 치료의 어려움 등이 있다.
이 시기의 가장 중요한 변화는 의사소통이다. 새로운 문화에 적응하는 사람들은 외로움과 향수병을 느끼며, 새로운 환경에 익숙하지 않고 매일 낯선 사람을 만난다. 언어 장벽은 새로운 관계 형성에 큰 장애물이 될 수 있다. 문화별 바디랭귀지, 언어 실수, 대화의 어조, 언어적 뉘앙스, 관습, 거짓 친구(언어적 유사 단어) 등에 특별한 주의가 필요하다. 이러한 문화적 조정은 개인의 정체성 혼란을 유발할 수 있으며, 원래의 정체성을 유지하면서 새로운 기준에 적응해야 하는 심리적 부담으로 인해 정서적 피로 또는 절망에 이를 수 있다.
유학생의 경우, 외로움으로 인해 생활 전반에 영향을 미치는 추가 증상을 겪기도 한다. 부모의 지원 없이 다른 나라에서 생활하는 부담으로 인해 국제 학생들은 더 큰 불안과 압박을 느낀다. 문화적 거리가 크면 논리와 언어의 패턴이 달라지고, 수사법에 특별한 비중이 부여되어 적응이 더욱 어렵다.

### 적응
다시 일정 시간이 지나면(보통 6~12개월), 새로운 문화에 익숙해지고 일상적인 루틴이 생긴다. 대부분의 상황에서 무엇을 기대할지 알게 되고, 더 이상 새로운 환경이 낯설게 느껴지지 않는다. 기본적인 생활에 다시 관심을 갖게 되며, 문제 해결 능력이 생기고, 긍정적으로 문화를 받아들이기 시작한다. 문화가 점차 이해되기 시작하며, 부정적인 반응이 줄어든다.

### 동화(적응 완성)
이 단계에서는 개인이 해당 문화에 완전히 적응하고 편안하게 참여할 수 있게 된다. 동화가 완전한 변화(예: 언어, 억양 등)를 의미하는 것은 아니며, 종종 원래의 문화적 특성을 유지한다. 이 단계는 '이중문화 단계'라고도 한다.

## 발전
Gary R. Weaver는 문화 충격의 원인으로 "익숙한 신호의 상실, 대인 커뮤니케이션의 붕괴, 정체성 위기"의 세 가지 기본적 설명을 제시했다. Peter S. Adler는 심리적 원인을 강조했으며, Tema Milstein은 문화 충격이 긍정적인 효과를 가질 수 있다고 언급했다.

## 역문화 충격
역문화 충격(reverse culture shock, re-entry shock, own culture shock)은 새로운 문화에 익숙해진 후 본국으로 돌아왔을 때도 발생할 수 있다. 이는 앞서 설명한 문화 충격과 유사한 심리적·신체적 결과를 초래한다. 이러한 현상과 그에 따른 반응, 그리고 그 불가피성은 토머스 울프의 저서 You Can't Go Home Again의 제목에서도 나타난다.
역문화 충격은 이상화와 기대라는 두 요소로 구성된다. 오랜 기간 해외에서 생활하면 과거의 좋은 점만을 기억하며 이상화하게 되고, 이전 세계가 변하지 않았다고 잘못 가정하는 경향이 있다. 돌아와서 삶이 달라졌음을 깨닫고, 새로운 인식에 따라 다시 적응하는 과정에서 불편함과 심리적 고통이 발생한다.

## 결과
적응 단계에는 세 가지 주요 결과가 있다:
- 일부 사람들은 외국 문화를 받아들이지 못하고 통합에 실패한다. 이들은 현지 환경을 적대적으로 여기고, (정신적) "게토"에 스스로를 가두며, 귀국만이 유일한 해결책이라고 생각한다. 이들은 '거부자'(Rejectors)로 불리며, 전체 파견자의 약 60%를 차지한다.[19] 이들은 귀국 후 재적응에도 가장 큰 어려움을 겪는다.[20]
- 일부는 현지 문화에 완전히 동화되어 원래의 정체성을 잃는다. 이들은 수용자(Adopters)로 불리며, 평생 현지에 남는 경우가 많다. 전체 이민자의 약 10%가 이에 해당한다.[19]
- 일부는 현지 문화의 긍정적인 면만 받아들이면서도 자신의 일부를 유지하고, 독특한 혼합 문화를 형성한다. 이들은 귀국 또는 다른 곳으로의 이전에도 큰 문제가 없다. 이들은 코스모폴리탄으로 볼 수 있으며, 전체 이민자의 약 30%가 이에 해당한다.[19]

문화 충격은 다양한 효과, 기간, 심각도를 가지며, 많은 사람들이 그 원인을 인식하지 못한 채 어려움을 겪는다. 많은 사람들이 문화 충격의 존재로 인해 방해를 받고 있지만, 그 이유를 인식하지 못하는 경우도 많다.
문화 충격이 심리적 영향뿐 아니라 생리적 영향도 미칠 수 있다는 증거가 있다. 예를 들어, 이러한 상황에서 경험하는 심리사회적 스트레스는 사춘기 조기 발현과 연관이 있다.

## 전환 충격

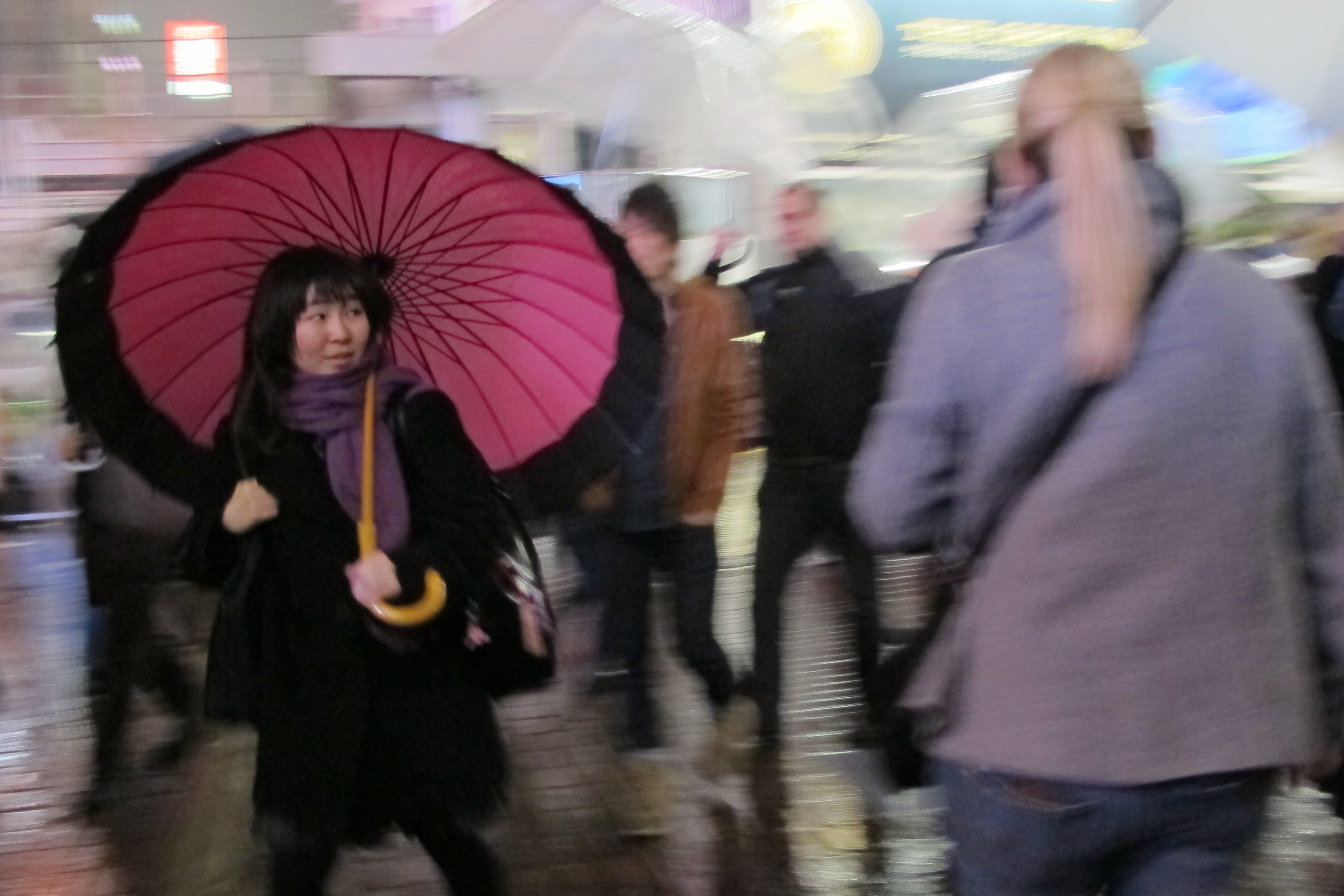
일본의 저녁 러시아워에 현지 여성이 외국인을 보고 두 번 쳐다보고 있다.

문화 충격은 보다 보편적인 개념인 전환 충격(transition shock)의 하위 범주이다. 전환 충격은 익숙한 환경이 바뀌어 적응이 필요한 상태에서 느끼는 상실과 혼란을 의미한다. 전환 충격의 증상으로는 다음이 있다.
- 분노
- 지루함
- 강박적 식음/체중 증가
- 집과 옛 친구에 대한 그리움
- 청결에 대한 과도한 집착
- 과도한 수면 또는 불면[25][26]
- 무력감 및 위축
- 한 가지에 집착
- 멍한 시선
- 향수병
- 현지인에 대한 적대감
- 충동성
- 과민성
- 기분 변화
- 생리적 스트레스 반응
- 현지인에 대한 고정관념
- 자살 또는 운명론적 생각
- 위축

## 같이 보기
- 문화 갈등
- 문화적 열등감(영어판)
- 문화 지능
- 문화 도식 이론(영어판)
- 해외 주재원
- 신출내기 (이민자)(영어판)
- 미래 충격
- 이문화 커뮤니케이션
- 시차
- 로스트 인 트랜슬레이션 (영화)
- 신기피증(영어판)
- 아웃소스드 (영화)
- 파리 신드롬
- 학생 교환 프로그램
- 외국인 혐오